# 黃屋
22°16′25.7″N 114°10′27.5″E / 22.273806°N 114.174306°E

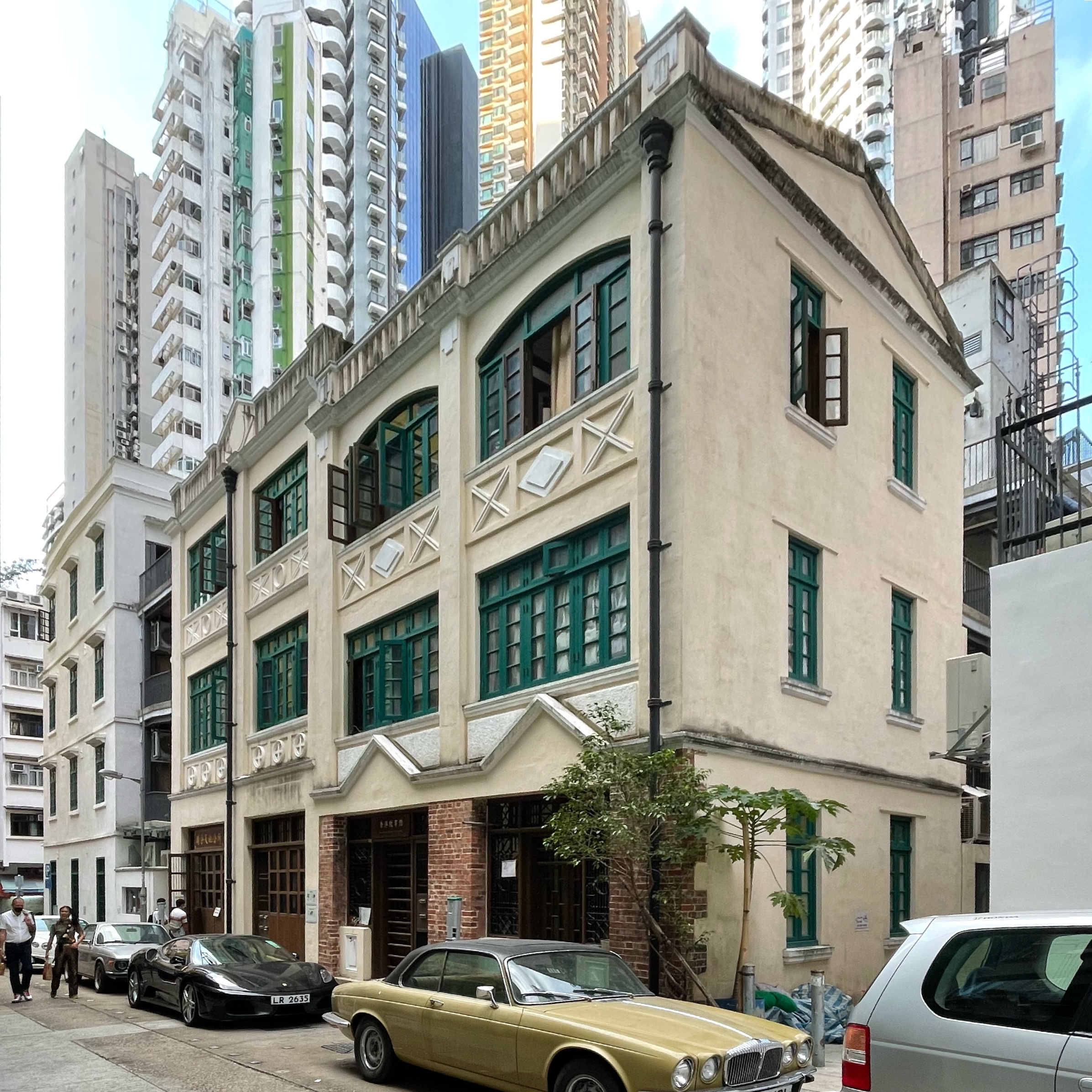
慶雲街黃屋

黃屋是香港一座唐樓，位於香港島灣仔慶雲街2號至8號雙數門牌，現已被列為香港三級歷史建築。

## 歷史
黃屋建於1928年（97年樓齡），樓高3層，擁有歐陸色彩的外貌。黃屋本來沒有名稱，因後來政府在收回後，以粉黃色的油漆美化外牆，因而得名。
黃屋鄰近藍屋，與橙屋同被視為「藍屋建築群」的一部份，將會一併發展。
地政總署於2009年4月30日宣佈根據《收回土地條例》，收回石水渠街、慶雲街及景星街的私人土地業權，以便市區重建局聯同香港房屋協會及政府進行市區更新計劃。

## 外部連結
- 請用美學來說服我：「藍屋」為什麼是藍色？ （页面存档备份，存于），香港獨立媒體
- 本土品味－香港故事館 （页面存档备份，存于），龍耳電視